# Pálfiszeg
Pálfiszeg is een plaats (község) en gemeente in het Hongaarse comitaat Zala. Pálfiszeg telt 214 inwoners (2001).